# Antonio Diego Granado
Antonio Diego Granado es un escultor español, nacido el 20 de enero en Oviedo de 1971.

## Biografía
Antonio estudió en la Facultad de Bellas Artes de Salamanca, licenciándose en las especialidades de pintura (en 1995), escultura (en 1996) y diseño gráfico y audiovisuales (en 1997).
Entre 1995 y 1997 se doctora en la Universidad de Salamanca. Tras lo cual realizó el Curso de Adaptación Pedagógica (CAO) para poder dedicarse profesionalmente a la docencia, en 1997, en la propia Universidad de Salamanca.
En 1999 comienza a trabajar en la fundición "Esfinge", bajo la dirección del escultor José Luis Fernández.

## Actividad artística

### Exposiciones individuales
- 1998. Edificio España, Salamanca.[1]

### Exposiciones colectivas
- 1990. Teatro Campoamor, Oviedo.[1]
- 1991. I Premio Tomás Luis de Victoria, Salamanca.[1]
- 1992. II Premio Tomás Luis de Victoria, Salamanca.[1]
- 1993. Sala de Exposiciones "Lazarillo", Salamanca.[1]
- 1994.
  - Academia de Bellas Artes "Lorenzo da Viterbo", Viterbo, Italia.[1]
  - "Mostra di pinttura di Capras", Oristano, Cerdeña, Italia.[1]
- 1997. Casa de las Conchas, Salamanca.[1]
- 1998. VIII Premio Tomás Luis de Victoria, Salamanca.[1]
- 1999.
  - "Jóvenes creadores", Sala de Exposiciones del Museo de la Ciudad, Madrid.[1]
  - "Asociación de Amigos de la Gran Vía", Gran Vía 1, Madrid.[1]
- 2000.
  - Sala Borrón, Oviedo.[1]
- 2001.
  - Mirandela, Portugal.[1]
  - Chaves, Portugal.[1]
  - Sala de Exposiciones Caja Duero, Zamora.[1]

### Obras Públicas
Antonio Diego Granado, tiene piezas escultóricas en diversas ciudades españolas, entre las que podemos citar Soto de Ribera, Soto de Rey, Morcín (Asturias), todas ellas fechadas en los años noventa del pasado siglo. Entrado el siglo XXI su actividad artística se desplaza a lo audiovisual. Pese a ello en el año 2010 inauguró un monumento homenaje al ciclista Samuel Sánchez en Oviedo.
- Brotes, 1995, Plaza del ayuntamiento, Soto de Ribera, Asturias.[1][2]
- Enlace, 1996, Paseo del río, Soto del Rey, Asturias.[1][2]
- Monumento al montañero, 1998, Peñerudes, Morcín, Asturias.[1][2]

### Esculturas en otros lugares públicos
- Escultura, 1992, Jardines de la R.U. Tomás Luis de Victoria, Salamanca.[1][2]
- Móviles 1 y 2, 1993, Residencia Diocesana Abulense en Salamanca.[1]
- Mural, 1996, Colegio de la Asunción de Nuestra Señora, Ávila.[1]

### Obras en Museos y otras Instituciones
- Escultura, 1998, Fundación Coca-Cola, Madrid.[1][2]

### Premios y distinciones
- 1997.
  - Premio San Marcos, Universidad de Salamanca (Mención de Honor) (escultura).[1][2]
- 1998.
  - VIII Premio de pintura Tomás Luis de Victoria, Salamanca (Mención de Honor).[1][2]
- 1999.
  - Premios Motiva de diseño gráfico, Oviedo (Mención especial).[1][2]
  - Segundo Premio en el "Certamen de Jóvenes Creadores", Madrid.[1][2]
- 2000.
  - Premiado en el "Certamen de Ilustración" Arte Joven, Junta de Castilla y León.[1][2]
  - Beca del Ministerio de Asuntos Exteriores para estudios en la Academia de Bellas ARtes de Roma.[1]
- 2001.
  - Beca Cajastur para estudios en la Academia de Bellas Artes de Roma (dirección de cine).[1]

### Audiovisuales
- 1996 Dirección artística. Largometraje "Cartas para un viaje".[2]

Dirección de los cortos:
- 1997 “Los supositorios crean adicción”.[2]
- 1999 “El novato”.[2]
- 2001 ”War for nothing”; Seleccionado en: Animadrid, Cannes Off (Francia); Emitido parcialmente en TV2 (Las noticias de la 2) y Antena 3. (España).[2]
- 2002 “Menú”.[2]

### Premios audiovisuales
Premio al mejor corto de animación en:
- Festival de cortos de Torrelavega.(Santander).[2]
- Festival de Fuengirola.[2]

Mención especial en:
- "Trani film festival" BARI. Italia, 2001.[2]
- “Lucio d’oro”. “Oscarino 2003”. Lovere Italia.[2]

Finalista al mejor corto de animación en:
- IBERCAJA (La Rioja).[2]
- Festival de La Bauman (Tarragona).[2]
- FONART (Islas Baleares).[2]
- "La Boca del Lobo".Madrid.[2]